# Steterburger Annalen

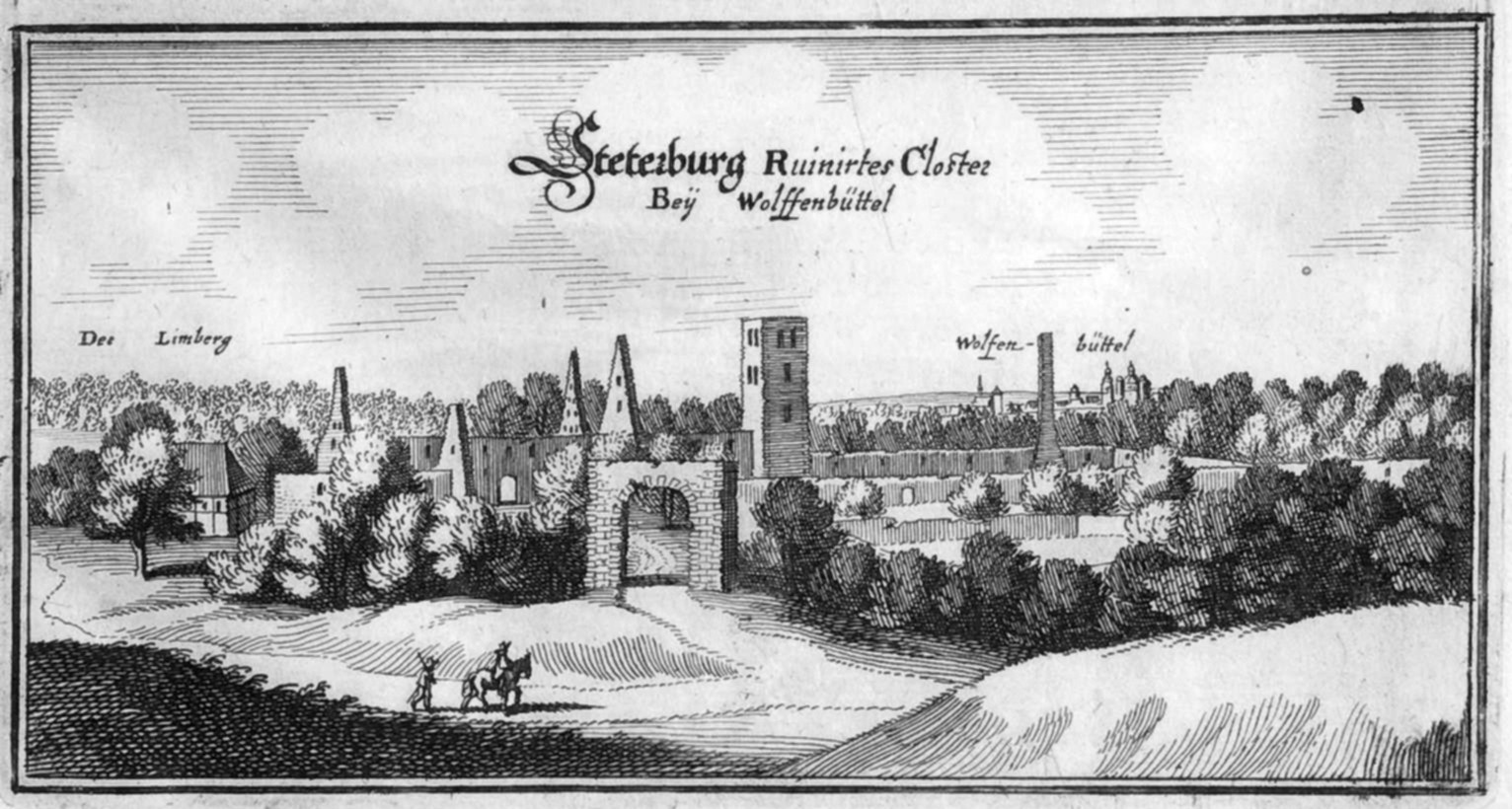
Stift Steterburg um 1654/1658, Stich von Matthäus Merian

Als Steterburger Annalen (lateinisch: Annales Stederburgenses) wird die im späten 12. Jahrhundert, wahrscheinlich von Gerhard von Steterburg († 1209), verfasste Gütergeschichte des Stifts Steterburg bezeichnet. Gerhard war seit dem Jahr 1164 Propst des Frauenstifts in Steterburg, einem Teil des heutigen Salzgitter-Thiede, in Niedersachsen.

## Beschreibung
Die Chroniken beschreiben Ereignisse zwischen den Jahren 1000 und 1195, dem Todesjahr Heinrichs des Löwen. Teile der Aufzeichnungen wurden von Gerhard selbst verfasst, andere von ihm veranlasst.
Ausführlich berichten die Annalen fast nur über die Gütergeschichte des Stifts. Sie sind aber auch eine der aufschlussreichsten Quellen über das Schicksal Heinrichs des Löwen nach 1177, zum Zeitpunkt des beginnenden Konflikts mit Friedrich I. Barbarossa, allerdings in einseitig welfenfreundlicher Darstellung.
Die Chroniken wurden, gemeinsam mit Abschriften von Urkunden und Auszügen aus weiteren Annalen, in einem Copialbuch des Stifts aus dem 14. Jahrhundert zusammengefasst. Das Copialbuch gehört zum Bestand des Staatsarchivs Wolfenbüttel und wird von der Herzog August Bibliothek um 1316 datiert.

## Rezeption
Die Steterburger Annalen sind die einzige Quelle, die das Alter von Heinrich dem Löwen nennt und berichten, dass er 1195 in seinem 66sten Lebensjahr starb. Folglich wurde er um 1129/1130 geboren. Dagegen geht die jüngere Forschung davon aus, dass Heinrich erst 1133/1135 geboren wurde.
Gottfried Wilhelm Leibniz nutzte die Steterburger Annalen im ersten Band seines Werkes Scriptores rerum Brunsvicensium (1707–1711), eine Quellensammlung zur welfischen und niedersächsischen Geschichte.

## Ausgabe
- Annales Stederburgenses. In: Georg Heinrich Pertz u. a. (Hrsg.): Scriptores (in Folio) 16: Annales aevi Suevici. Hannover 1859, S. 197 (Monumenta Germaniae Historica, Digitalisat)